# Irene ter Haar
Irene ter Haar (Rotterdam, 14 november 1952) is een Nederlands kunstschilderes en schrijfster.

## Biografie
Van 1974 tot 1982 volgde zij de opleiding schilderen, fotografie en monumentale vormgeving aan de Gerrit Rietveld Academie, in Amsterdam, waar zij o.a. les heeft gehad van Herman Gordijn, Jos Houweling en Theo Blom. In 1985 is zij begonnen met het portretteren van zowel bekende als onbekende Nederlanders, waaronder Johan Cruijff en Jules Deelder. 
In 2005 kwam haar eerste serie eigen werk uit, genaamd 'The Garbage Collection'. In deze serie probeert zij hetgeen wat eigenlijk tot afval verworden is, een nieuw leven te geven. Representatief voor de snelle vergankelijkheid van materie, personen en gebeurtenissen. Vaak lijkt een ingezoomd stilleven daarbij een bijna abstracte wereld te worden.
'The Garbage Collection', wordt gerekend tot figuratieve abstractie.
In 2010 wisselde de kunstenares tijdelijk haar penseel om voor een pen en kwam het boek 'Kun je een wc-rol stelen?' uit. Een verzameling van waargebeurde uitspraken, anekdotes en herinneringen omtrent haar twee dochters. 

## Exposities
- Glazen Huis, Amsterdam
- Magna Plaza[1], Amsterdam
- Sint Lucas Andreas, Amsterdam
- Galerie Walls, Amsterdam
- Galerie Donkersloot, Amsterdam
- De Waag, Haarlem

- Kunstlijn, Haarlem

- Achter de Zuilen, Bloemendaal
- Galerie Bizarts, Bussum
- Marziart, Hamburg
- Galerie Ritsart, Maasluis
- Galerie Busarts, Bergen op Zoom